# Drupadia kina
Drupadia kina är en fjärilsart som beskrevs av Cowan 1974. Drupadia kina ingår i släktet Drupadia och familjen juvelvingar. Inga underarter finns listade i Catalogue of Life.